# P파

평면 P파

2차원 격자에서 P파 전파 표현 (경험적 형태)

P파( - 波, 영어: P-wave) 또는 1차파(一次波, 영어: primary wave)는 탄성 실체파의 두 가지 주요 유형 중 하나로, 지진학에서 지진파라고 부른다. P파는 다른 지진파보다 빠르게 전파되므로, 진앙에서 영향을 받는 위치나 지진계에 가장 먼저 도달하는 지진 신호이다. P파는 기체, 액체, 고체를 통해 전파될 수 있다.

## 명칭
P파라는 이름은 (압축과 팽창을 번갈아 가며 형성되므로) 압력파(pressure wave)를 의미하거나, (속도가 빠르고 지진계에 가장 먼저 기록되는 파동이므로) 초기파(primary wave)를 의미할 수 있다. S파라는 이름은 다른 지진파 전파 모드를 나타내며, 2차파(secondary wave) 또는 층밀림파(shear wave)를 의미한다. 이는 보통 초기파보다 더 파괴적인 파동이다.

## 지구의 지진파

지구 내부 깊이에 따른 지진파 속도. 외핵에서 S파 속도가 무시할 만한 것은 외핵이 액체이기 때문이며, 고체 내핵에서는 S파 속도가 0이 아니다.

초기파와 2차파는 지구 내부를 통과하는 실체파이다. P파와 S파의 지구 내에서의 움직임과 행동은 지구의 내부 구조를 탐사하기 위해 모니터링된다. 깊이에 따른 속도 불연속은 상 또는 조성의 변화를 나타낸다. 지진과 같은 지진 현상에서 발생한 파동이 다른 경로를 택함에 따라 도착 시간이 달라지는 것은 지구 내부 구조를 매핑하는 데 사용될 수 있다.

### P파 암영대

P파 암영대 (미국 지질조사국 제공)

지구 깊은 내부 구조에 대한 거의 모든 정보는 지진 실체파 또는 정규 모드의 이동 시간, 반사, 굴절 및 상전이 관찰에서 파생된다. P파는 지구 내부의 유체층을 통과하지만, 반고체 맨틀과 액체 외핵 사이의 전환을 통과할 때 약간 굴절된다. 그 결과, 진원에서 103°에서 142° 사이에 초기 P파가 지진계에 등록되지 않는 P파 "암영대"가 존재한다. 대조적으로 S파는 액체를 통과하지 않는다.

### 지진 경고로서
비파괴적인 초기파는 파괴적인 S파 및 레일리파보다 지구의 지각을 더 빠르게 통과하므로, 이를 감지하여 조기 지진 경고가 가능하다.
경고 시간은 P파와 다른 파괴적인 파동의 도착 사이의 지연 시간에 따라 달라지며, 일반적으로 수 초에서 2011년 도호쿠 지진과 같은 깊고 멀리 떨어진 대규모 지진의 경우 약 60~90초에 이른다. 경고의 효과는 P파의 정확한 감지와 지역 활동(예: 트럭이나 건설)으로 인한 지반 진동의 배제에 달려 있다. 지진 조기 경보 시스템은 경보 발행, 엘리베이터를 가장 가까운 층에 정지, 유틸리티 차단 등 즉각적인 안전 조치를 위해 자동화될 수 있다.

## 전파

### 속도
등방성 및 균질한 고체에서 P파는 종파로서 직선으로 전파된다. 따라서 고체 내 입자는 파동 에너지의 전파축(운동 방향)을 따라 진동한다. 이러한 종류의 매질에서 P파의 속도는 다음과 같이 주어진다.
{\displaystyle v_{\mathrm {p} }\;=\;{\sqrt {\frac {\,K+{\tfrac {4}{3}}\mu \;}{\rho }}}\;=\;{\sqrt {\frac {\,\lambda +2\mu \;}{\rho }}}}
여기서 K는 부피 탄성 계수(비압축성 계수), μ는 층밀림 탄성률(강성률, 때로는 G로 표시되며 첫 번째 라메 상수라고도 함), ρ는 파동이 전파하는 물질의 밀도, 그리고 λ는 첫 번째 라메 상수이다.
지구 내부의 일반적인 상황에서 밀도 ρ는 일반적으로 K 또는 μ보다 훨씬 적게 변동하므로, 속도는 주로 이 두 매개변수에 의해 "제어"된다.
탄성 계수인 P파 계수 {\displaystyle M}은 {\textstyle \,M=K+{\tfrac {4}{3}}\mu \,}로 정의되므로
{\displaystyle v_{\mathrm {p} }={\sqrt {\frac {\,M\;}{\rho }}}}
지진에서 P파 속도의 일반적인 값은 5~8km/s 범위이다. 정확한 속도는 지구 내부의 지역에 따라 달라지며, 지각에서는 6km/s 미만, 하부 맨틀에서는 13.5km/s, 내핵을 통과할 때는 11km/s이다.
| 암석 유형   | 속도 [m/s]  | 속도 [ft/s]   |
| ----------- | ----------- | ------------- |
| 비고결 사암 | 4,600–5,200 | 15,000–17,000 |
| 고결 사암   | 5,800       | 19,000        |
| 셰일        | 1,800–4,900 | 6,000–16,000  |
| 석회암      | 5,800–6,400 | 19,000–21,000 |
| 고회암      | 6,400–7,300 | 21,000–24,000 |
| 경석고      | 6,100       | 20,000        |
| 화강암      | 5,800–6,100 | 19,000–20,000 |
| 반려암      | 7,200       | 23,600        |

지질학자 프랜시스 버치는 P파의 속도와 파동이 이동하는 물질의 밀도 사이의 관계를 발견했다.
{\displaystyle v_{\mathrm {p} }=a({\bar {M}})+b\,\rho }
이는 나중에 버치 법칙으로 알려지게 되었다. (기호 a()는 경험적으로 표로 작성된 함수이고, b는 상수이다.)

## 같이 보기
- 러브파
- S파
- 표면파